# Ana dos Anjos Monteagudo
Ana dos Anjos Monteagudo (Arequipa, 26 de Julho de 1602 — 10 de Janeiro de 1686) foi uma religiosa peruana beatificada pelo Papa João Paulo II em 1985.

## Vida e obras
Filha de um espanhol, Sebastián Monteagudo de la Jara, e de uma nativa do Peru, Francisca Ponce de León, logo em criança foi enviada para ser educada num convento de religiosas dominicanas. Mais tarde, os seus pais desejam vê-la casada, mas ela insistiu que pretendia seguir a vida religiosa, afirmando ter recebido uma visão de Santa Catarina de Siena, na qual a santa lhe mostrou o hábito das freiras dominicanas de clausura.
Finalmente, em 1618 pode iniciar o noviciado acrescentando "dos Anjos" ao seu nome.
Foi mestra de noviças e prioresa em 1647, tentando reformar as regras e forma de vida no interior do convento. O que não se afigurava fácil, atendendo que, à época, habitavam no mosteiro cerca de 300 pessoas, não todas imbuídas do desejo de perfeição. Foi ainda grande auxiliadora da população em geral, por ocasião do surto de peste na região.[carece de fontes?]
Madre Ana dos Anjos passou seus últimos anos cega e com dificuldades para andar. Morreu em 10 de janeiro de 1686, já com fama e odor de santidade, sendo enterrada no chão de terra do coro da igreja do convento. Dez meses depois, seu corpo teria sido exumado e encontrado fresco, com músculos e articulações flexíveis e livre de odores fétidos. Os vários relatos de milagres imediatamente após sua morte levaram as freiras catherinianas a coletar testemunhos e registrar uma petição solicitando que a freira se tornasse a primeira santa de Arequipa.

## Beatificação
O processo informativo para a causa de beatificação de Ana dos Anjos foi aberto em 1902 e encerrado no ano seguinte. Em 1909, foi publicado e decreto sobre escritos, mas a introdução da causa ocorreu apenas em 13 de junho de 1917, reconhecendo-a como Serva de Deus, resultando em 12 de junho do ano seguinte no decreto «non cultu». O processo apostólico transcorreu entre 1921-1923. O decreto sobre a validade dos processos informativos e apostólicos foi emitido em 6 de fevereiro de 1940. A causa parou, sendo retomada com a congregação antepreparatória em 1966 e apenas em 1974 e 1975 com as fases finais na Santa Sé, resultando na confirmação papal da sentença da sessão plenária em 13 de março de 1975 e a promulgação do decreto sobre virtudes heroicas em 23 de maio, tornando-se Venerável. Após o processo sobre o milagre necessário para beatificação, a promulgação do decreto sobre o milagre foi feita pelo Papa João Paulo II em 30 de março de 1981. Ana dos Anjos Monteagudo foi beatificada em 2 de fevereiro de 1985.